# Leo Mol
Leo Mol, de son nom complet Leonid Molodozhanyn ou en ukrainien Леоні́д Григо́рович Молодожа́нин [Léonid Hryhorovytch Molodojanin], (né le 15 janvier 1915 à Polonne, près de Chepetivka (Ukraine), mort le 4 juillet 2009 à Winnipeg) était un artiste et sculpteur ukrainien et canadien.

## Débuts
Leo Mol étudia la sculpture à l'Académie des arts de Leningrad de 1936 à 1940, puis à Berlin avec Arno Breker. En 1943, il poursuivit ses études à la Haye, et, en décembre 1948, émigra vers Winnipeg (Manitoba) avec son épouse, Magareth.

## Le travail de Leo Mol
Plus de 300 créations de Leo Mol sont exposées dans le Leo Mol Sculpture Garden (le jardin de sculptures de Leo Mol), dans l'Assiniboine Park de Winnipeg. Ce jardin fut inauguré en 1992 puis élargi à deux reprises ; il est supporté par des dons privés et Mol y a donné la plupart des sculptures présentes. En 2002, sa sculpture Lumberjacks a figuré sur un timbre-poste canadien.

## Récompenses
En 1989, il a été sacré officier de l'Ordre du Canada. En 2000, il a été récompensé de l'Ordre du Manitoba. Il était membre de Académie royale des arts du Canada.
Leo Mol a reçu des doctorats honoris causa par l'université de Winnipeg, par l'université de l'Alberta et par l'université du Manitoba.